# 2010 în cinematografie
- 2009 în cinematografie — 2010 în cinematografie — 2011 în cinematografie

## Evenimente
- 11-21 februarie: Filmul lui Florin Șerban, "Eu când vreau să fluier, fluier" a fost selecționat în Competiția Oficială a celei de-a 60-a ediții a Festivalul Internațional de Film de la Berlin.
- 20 februarie: Filmul "Eu când vreau să fluier, fluier", de Florin Șerban a primit "Ursul de Argint" și distincția "Alfred Bauer", la gala Festivalului de Film de la Berlin.
- august: La Festivalul de Film de la Locarno, lungmetrajul "Morgen" a lui Marian Crișan, a câștigat patru trofee printre care premiul special al juriului, acordat celei de-a doua cea mai bună producție din competiția internațională.

## Filmele cu cele mai mari încasări
| #   | Titlu                                         | Studio                       | Încasări mondiale |
| --- | --------------------------------------------- | ---------------------------- | ----------------- |
| 1.  | Toy Story 3                                   | Walt Disney Pictures / Pixar | $1,063,171,911    |
| 2.  | Alice in Wonderland                           | Walt Disney Pictures         | $1,025,467,110    |
| 3.  | Harry Potter and the Deathly Hallows – Part 1 | Warner Bros.                 | $960,383,305      |
| 4.  | Inception                                     | Warner Bros. / Legendary     | $825,531,030      |
| 5.  | Shrek Forever After                           | Paramount / DreamWorks       | $752,600,867      |
| 6.  | The Twilight Saga: Eclipse                    | Summit Entertainment         | $698,491,347      |
| 7.  | Iron Man 2                                    | Paramount / Marvel Studios   | $623,933,331      |
| 8.  | Tangled                                       | Walt Disney Pictures         | $591,794,936      |
| 9.  | Despicable Me                                 | Universal / Illumination     | $543,113,985      |
| 10. | How to Train Your Dragon                      | Paramount / DreamWorks       | $494,878,759      |

## Premiere românești
| Dată premieră | Film                               | Regizor                       | Distribuție                                                    |
| ------------- | ---------------------------------- | ----------------------------- | -------------------------------------------------------------- |
| 26 martie     | Eu când vreau să fluier, fluier    | Florin Șerban                 | Ada Condeescu, Mihai Constantin                                |
| 9 aprilie     | Poker                              | Sergiu Nicolaescu             | Vladimir Găitan, Valentin Teodosiu, Horațiu Mălăele            |
| 16 aprilie    | Luna verde                         | Alexa Visarion                | Marius Manole, Marian Râlea, Răzvan Vasilescu                  |
| 28 mai        | Caravana cinematografică           | Titus Muntean                 | Dorian Boguta, Mircea Diaconu                                  |
| 11 iunie      | Felicia înainte de toate           | Răzvan Rădulescu              | Ozana Oancea, Ileana Cernat, Vasile Mentzel                    |
| 17 septembrie | Marți după Crăciun                 | Radu Muntean                  | Mimi Brănescu, Maria Popistașu, Dragoș Bucur, Victor Rebengiuc |
| 17 septembrie | Mar Nero                           | Federico Biondi               | Dorotheea Petre, Ilaria Occhiali, Vlad Ivanov                  |
| 24 septembrie | Nuntă în Basarabia                 | Nap Toader                    | Vlad Logigan, Corina Druc, Victoria Bobu                       |
| 1 octombrie   | Morgen                             | Marian Crișan                 | Elvira Rimbu, András Hatházi                                   |
| 5 noiembrie   | Despre alte mame                   | Mihai Ionescu, Tiberiu Iordan | Marius Cordoș, Gavril Pătru                                    |
| 12 noiembrie  | Medalia de onoare                  | Călin Netzer                  | Victor Rebengiuc, Camelia Zorlescu, Mimi Brănescu              |
| 19 noiembrie  | Portretul luptătorului la tinerețe | Constantin Popescu            | Constantin Diță, Bogdan Dumitrache, Mimi Brănescu              |
| 26 noiembrie  | Europolis                          | Cornel Gheorghiță             | Áron Dimény, Adriana Trandafir                                 |
| 3 decembrie   | Oul de cuc                         | Ioan Cărmăzan                 | Andi Vasluianu, Bogdan Dumitrache                              |

## Premii

### Oscar
- Cel mai bun film: The Hurt Locker
- Cel mai bun actor: Jeff Bridges - în Crazy Heart
- Cea mai bună actriță: Sandra Bullock - în The Blind Side
- Cel mai bun film străin: El secreto de sus ojos

### César
- Cel mai bun film: Un prophète
- Cel mai bun actor: Tahar Rahim pentru Un prophète
- Cea mai bună actriță: Isabelle Adjani pentru La journée de la jupe
- Cel mai bun film străin: Gran Torino

Articol detaliat: César 2010

### Globul de Aur
- Dramă
- Cel mai bun film: Avatar
- Cel mai bun actor: Jeff Bridges pentru Crazy Heart
- Cea mai bună actriță: Sandra Bullock pentru The Blind Side
- Muzical sau comedie
- Cel mai bun film: The Hangover
- Cel mai bun actor: Robert Downey, Jr. pentru Sherlock Holmes
- Cea mai bună actriță: Meryl Streep pentru Julie & Julia

### BAFTA
- Cel mai bun film: The Hurt Locker
- Cel mai bun actor: Colin Firth pentru A Single Man
- Cea mai bună actriță: Carey Mulligan pentru An Education
- Cel mai bun film străin: A Prophet

### Gopo
- Cel mai bun film: Polițist, adjectiv
- Cel mai bun actor: Dragoș Bucur pentru Polițist, adjectiv
- Cea mai bună actriță: Hilda Peter pentru Katalin Varga
- Cel mai bun regizor: Corneliu Porumboiu pentru Polițist, adjectiv

## Filme din 2010
- W: Lansare în lumea întreagă (peste 500 de cinematografe)
- L: Lansare limitată în câteva orașe (sub 500 de cinematografe)
- R: Relansare a unui film anterior
- ‡: Filme care au fost lansate în lumea întreagă după o lansare anterioară (limitată)

### Ianuarie-martie
| Premiera          | Premiera          | Premiera        | Titlu                                              | Studio                                                                                | Distribuție și echipa de producție |
| ----------------- | ----------------- | --------------- | -------------------------------------------------- | ------------------------------------------------------------------------------------- | --- |
| I A N U A R I E   | 6                 | L               | Sweetgrass                                         | Cinema Guild                                                                          | Lucien Castaing-Taylor & Ilisa Barbash (regizori) |
| I A N U A R I E   | 6                 | L               | Garbage Dreams                                     | Wynne Films                                                                           | Mai Iskander (regizor) |
| I A N U A R I E   | 8                 | W               | Stranger Things                                    |                                                                                       | |
| I A N U A R I E   | 8                 | W               | Daybreakers                                        | Lionsgate                                                                             | Peter Spierig & Michael Spierig (regizori/scenariu); Willem Dafoe, Ethan Hawke, Sam Neill |
| I A N U A R I E   | 8                 | W               | Leap Year                                          | Universal Pictures                                                                    | Amy Adams, Adam Scott, Kaitlin Olson, Matthew Goode |
| I A N U A R I E   | 8                 | Youth in Revolt | The Weinstein Company                              | Michael Cera, Ray Liotta, Steve Buscemi, Zach Galifianakis, Justin Long, Fred Willard | |
| I A N U A R I E   | 8                 | L               | Bitch Slap                                         | IM Global/Summit Entertainment                                                        | Rick Jacobson (regizor) |
| I A N U A R I E   | 8                 | L               | Crazy on the Outside                               | Freestyle Releasing                                                                   | Tim Allen (regizor); Tim Allen, Sigourney Weaver, Jeanne Tripplehorn |
| I A N U A R I E   | 8                 | L               | Waiting for Armageddon                             | First Run Features                                                                    | Kate Davis, David Heilbroner (regizori) |
| I A N U A R I E   | 8                 | L               | Wonderful World                                    | Magnolia Pictures                                                                     | Joshua Goldin (regizor); Matthew Broderick, Sanaa Lathan, Philip Baker Hall |
| I A N U A R I E   | Pyaar Impossible! | L               | Yash Raj Films                                     | Uday Chopra, Priyanka Chopra, Anupam Kher                                             | |
| I A N U A R I E   | 15                | W               | The Book of Eli                                    | Warner Bros. Pictures / Red Dead                                                      | Allen Hughes, Albert Hughes (regizori); Gary Whitta, Anthony Peckham (scenariu); Denzel Washington, Gary Oldman, Mila Kunis, Ray Stevenson, Frances de la Tour, Jennifer Beals, Michael Gambon |
| I A N U A R I E   | 15                | W               | The Spy Next Door                                  | Lionsgate                                                                             | Jackie Chan, Magnús Scheving, Billy Ray Cyrus, George Lopez, Lucas Till, Amber Valletta, Katherine Boecher, Madeline Carroll, Alina Foley, Will Shadley |
| I A N U A R I E   | 15                | L               | 44 Inch Chest                                      | Momentum Pictures                                                                     | Malcolm Vemille (regizor); Ray Winstone, Ian McShane |
| I A N U A R I E   | 15                | L               | Fish Tank                                          | IFC Films                                                                             | Andrea Arnold (regizor/scenariu); Katie Jarvis, Michael Fassbender, Kierston Wareing, Harry Treadaway, Jason Maza, Rebecca Griffiths |
| I A N U A R I E   | 20                | L               | House of Numbers                                   | Knowledge Matters Productions                                                         | Brent Leung (regizor) |
| I A N U A R I E   | 22                | W               | Extraordinary Measures                             | CBS Films                                                                             | Tom Vaughan (regizor); Brendan Fraser, Harrison Ford, Keri Russell |
| I A N U A R I E   | 22                | W               | Legion                                             | Screen Gems                                                                           | Scott Stewart (regizor); Paul Bettany, Dennis Quaid, Tyrese Gibson, Jon Tenney, Charles S. Dutton, Adrianne Palicki, Lucas Black |
| I A N U A R I E   | 22                | W               | Tooth Fairy                                        | 20th Century Fox                                                                      | Michael Lembeck (regizor); Dwayne Johnson, Stephen Merchant, Ashley Judd, Julie Andrews, Chase Ellison, Billy Crystal |
| I A N U A R I E   | 22                | L               | Creation                                           | Newmarket Films                                                                       | Jon Amiel (regizor); John Collee (scenariu); Paul Bettany, Jennifer Connelly, Jeremy Northam, Toby Jones, Jim Carter, Benedict Cumberbatch, Teresa Churcher |
| I A N U A R I E   | 22                | L               | To Save a Life                                     | Samuel Goldwyn Films                                                                  | Brian Baugh (regizor); Randy Wayne, Deja Kreutzberg, Joshua Weigel, Steven Crowder, D. David Morin |
| I A N U A R I E   | 22                | L               | Soundtrack for a Revolution                        | Louverture Films                                                                      | John Legend, Wyclef Jean, The Roots, Joss Stone, Blind Boys of Alabama, Mary Mary, Richie Havens, and Anthony Hamilton |
| I A N U A R I E   | 22                | L               | The Girl on the Train                              | Strand Releasing                                                                      | Émilie Dequenne, Catherine Deneuve, Ronit Elkabetz, Matthieu Demy |
| I A N U A R I E   | 29                | W               | Edge of Darkness                                   | Warner Bros. Pictures / Red Dead                                                      | Martin Campbell (regizor); Mel Gibson, Ray Winstone, Danny Huston, Caterina Scorsone |
| I A N U A R I E   | 29                | W               | When in Rome                                       | Touchstone Pictures                                                                   | Mark Steven Johnson (regizor); Kristen Bell, Josh Duhamel, Will Arnett, Alexis Dziena, Jon Heder, Dax Shepard, Kate Micucci, Bobby Moynihan, Danny DeVito, Anjelica Huston |
| I A N U A R I E   | 29                | L               | Preacher's Kid                                     | Gener8Xion Entertainment                                                              | Stan Foster (regizor); LeToya Luckett, Rae'Ven Larrymore Kelly, Kierra Sheard, Durrell Babbs, Clifton Powell, Gregory Alan Williams |
| I A N U A R I E   | 29                | L               | Saint John of Las Vegas                            | Circle of Confusion                                                                   | Hue Rhodes (regizor); Steve Buscemi, Sarah Silverman |
| North Face        | 29                | L               | Music Box Films                                    | Benno Fürmann                                                                         | |
| F E B R U A R I E | 3                 | L               | Ajami                                              | Kino International                                                                    | Scandar Copti & Yaron Shani (regizori/scenariu) |
| F E B R U A R I E | 5                 | W               | Dear John                                          | Screen Gems                                                                           | Lasse Hallström (regizor); Channing Tatum, Amanda Seyfried, Henry Thomas, Scott Porter, Richard Jenkins, D. J. Cotrona, Cullen Moss, Luke Benward |
| F E B R U A R I E | 5                 | W               | From Paris With Love                               | Lionsgate                                                                             | Pierre Morel (regizor); John Travolta, Jonathan Rhys Meyers |
| F E B R U A R I E | 5                 | L               | Frozen                                             | Anchor Bay Entertainment                                                              | Adam Green (regizor); Emma Bell, Kevin Zegers, Shawn Ashmore |
| F E B R U A R I E | 5                 | L               | The Shinjuku Incident                              | Barking Cow Distribution                                                              | Jackie Chan |
| F E B R U A R I E | 5                 | L               | Terribly Happy                                     | Oscilloscope Pictures                                                                 | Jakob Cedergren, Lene Maria Christensen, Kim Bodnia, Lars Brygmann, Anders Hove, Jens Jørn Spottag, Henrik Lykkegaard |
| F E B R U A R I E | 5                 | L               | District 13: Ultimatum                             | Magnolia Pictures                                                                     | David Belle |
| F E B R U A R I E | 5                 | L               | Eyes Wide Open                                     | Pecadillo Pictures                                                                    | Zohar Strauss, Ran Danker, Tinkerbell, Tzahi Grad, Isaac Sharry, Avi Grainik |
| F E B R U A R I E | 12                | W               | Percy Jackson & the Olympians: The Lightning Thief | 20th Century Fox / Dune Entertainment                                                 | Chris Columbus (regizor); Logan Lerman, Rosario Dawson, Steve Coogan, Uma Thurman, Pierce Brosnan, Kevin McKidd, Sean Bean, Catherine Keener, Alexandra Daddario |
| F E B R U A R I E | 12                | W               | Valentine's Day                                    | Warner Bros. Pictures / New Line Cinema / Red Dead                                    | Garry Marshall (regizor); Ashton Kutcher, Jennifer Garner, Bradley Cooper, Julia Roberts, Anne Hathaway, Topher Grace, Jessica Biel, Jamie Foxx, Bryce Robinson, Emma Roberts, Shirley MacLaine, Héctor Elizondo, Taylor Swift, Taylor Lautner, Jessica Alba, Patrick Dempsey, George Lopez, Queen Latifah, Eric Dane, Kathy Bates, Carter Jenkins.                                                                                         |
| F E B R U A R I E | 12                | W               | The Wolfman                                        | Universal Pictures                                                                    | Joe Johnston (regizor); Benicio del Toro, Anthony Hopkins, Emily Blunt, Geraldine Chaplin, Hugo Weaving, Asa Butterfield |
| F E B R U A R I E | 12                | L               | My Name Is Khan                                    | Fox Searchlight Pictures                                                              | Karan Johar (regizor); Shah Rukh Khan, Kajol, Jimmy Shergill, Tanay Chheda |
| F E B R U A R I E | 12                | L               | Videocracy                                         | Lorber Films                                                                          | Erik Gandini (regizor) |
| F E B R U A R I E | 12                | L               | 3 Idiots                                           | Reliance Big Pictures                                                                 | Aamir Khan, Kareena Kapoor, Omi Vaidya, R. Madhavan, Sharman Joshi, Boman Irani |
| F E B R U A R I E | 17                | L               | Celine: Through the Eyes of the World              | Sony Pictures Entertainment                                                           | Stéphane Laporte (regizor); Celine Dion, René Angélil |
| F E B R U A R I E | 17                | L               | Lourdes                                            | Palisades Tartan                                                                      | Sylvie Testud, Léa Seydoux, Gilette Barbier, Gerhard Liebmann, Bruno Todeschini, Elina Löwensohn, Katharina Flicker, Linde Prelog |
| F E B R U A R I E | 19                | W               | Shutter Island                                     | Paramount Pictures / Phoenix Pictures                                                 | Martin Scorsese (regizor); Laeta Kalogridis (scenariu); Leonardo DiCaprio, Mark Ruffalo, Ben Kingsley, Michelle Williams, Emily Mortimer, Jackie Earle Haley, Max von Sydow, Elias Koteas, Patricia Clarkson, Ted Levine, John Carroll Lynch |
| F E B R U A R I E | 19                | W               | The Ghost Writer                                   | Summit Entertainment                                                                  | Roman Polanski (regizor); Roman Polanski, Robert Harris (scenariu); Ewan McGregor, Pierce Brosnan, Kim Cattrall, Timothy Hutton |
| F E B R U A R I E | 19                | L               | Happy Tears                                        | Roadside Attractions                                                                  | Demi Moore, Rip Torn |
| F E B R U A R I E | 19                | L               | The Good Guy                                       | Roadside Attractions                                                                  | Alexis Bledel, Scott Porter, Bryan Greenberg, Anna Chlumsky, Aaron Yoo, Andrew McCarthy |
| F E B R U A R I E | 19                | L               | The Red Baron                                      | Monterey Media                                                                        | Matthias Schweighöfer, Til Schweiger, Lena Headey, Joseph Fiennes, Maxim Mehmet, Hanno Koffler, Volker Bruch |
| F E B R U A R I E | 26                | W               | Cop Out                                            | Warner Bros. Pictures / Red Dead                                                      | Kevin Smith (regizor); Bruce Willis, Tracy Morgan, Jason Lee, Seann William Scott, Adam Brody |
| F E B R U A R I E | 26                | W               | The Crazies                                        | Overture Films                                                                        | Breck Eisner (regizor); Timothy Olyphant, Radha Mitchell, Danielle Panabaker, Joe Anderson |
| F E B R U A R I E | 26                | L               | A Prophet                                          | Sony Pictures Classics                                                                | Jacques Audiard (regizor/scenariu); Tahar Rahim, Niels Arestrup, Alaa Oumouzoune, Gilles Cohen, Farid Elouardi, Adel Bencherif, Sonia Hell |
| F E B R U A R I E | 26                | L               | Defendor                                           | Alliance Films                                                                        | Peter Stebbings (regizor/scenariu); Woody Harrelson, Kat Dennings, Elias Koteas, Sandra Oh, Michael Kelly |
| F E B R U A R I E | 26                | L               | The Yellow Handkerchief                            | Samuel Goldwyn Films                                                                  | William Hurt, Kristen Stewart |
| F E B R U A R I E | 26                | L               | Formosa Betrayed                                   | Screen Media Films                                                                    | Adam Kane (regizor); Will Tiao, Charlie Stratton (scenariu); James Van Der Beek, Wendy Crewson, Will Tiao, Tzi Ma |
| F E B R U A R I E | 26                | L               | The Art of the Steal                               | Sundance Selects                                                                      | Don Argott |
| F E B R U A R I E | 26                | L               | Easier with Practice                               | Lantern Lane Entertainment                                                            | Brian Geraghty |
| M A R T I E       | 5                 | W               | Alice in Wonderland                                | Walt Disney Pictures                                                                  | Tim Burton (regizor); Linda Woolverton (scenariu); Johnny Depp, Mia Wasikowska, Helena Bonham Carter, Anne Hathaway, Crispin Glover, Michael Sheen, Alan Rickman, Stephen Fry, Matt Lucas, Paul Whitehouse, Barbara Windsor, Timothy Spall, Christopher Lee, Michael Gough, Imelda Staunton, Lindsay Duncan, Jemma Powell, Geraldine James, Tim Pigott-Smith, Marton Csokas, Leo Bill, Frances de la Tour, Eleanor Tomlinson, Eleanor Gecks |
| M A R T I E       | 5                 | W               | Brooklyn's Finest                                  | Overture Films                                                                        | Antoine Fuqua (regizor); Michael C. Martin (scenariu); Ethan Hawke, Richard Gere, Vincent D'Onofrio, Don Cheadle, Wesley Snipes, Robert Harris, Lili Taylor, Ellen Barkin |
| M A R T I E       | 12                | W               | Green Zone                                         | Universal Pictures                                                                    | Paul Greengrass (regizor); Brian Helgeland (scenariu); Matt Damon, Amy Ryan, Jason Isaacs, Brendan Gleeson, Greg Kinnear, Jesse Williams |
| M A R T I E       | 12                | W               | She's Out of My League                             | Paramount Pictures / DreamWorks Pictures                                              | Jim Field Smith (regizor); Sean Anders, John Morris (scenariu); Jay Baruchel, Alice Eve, T. J. Miller, Mike Vogel, Nate Torrence, Krysten Ritter, Geoff Stults, Lindsay Sloane |
| M A R T I E       | 12                | W               | Our Family Wedding                                 | Fox Searchlight Pictures                                                              | Rick Famuyiwa (regizor); Forest Whitaker, America Ferrera, Carlos Mencia, Regina King, Lance Gross, Charlie Murphy |
| M A R T I E       | 12                | W               | Remember Me                                        | Summit Entertainment                                                                  | Allen Coulter (regizor); Robert Pattinson, Emilie de Ravin, Pierce Brosnan, Chris Cooper, Lena Olin, Martha Plimpton |
| M A R T I E       | 12                | L               | Stolen                                             | IFC Films                                                                             | Anders Anderson (regizor); Glenn Taranto (scenariu); Jon Hamm, Josh Lucas |
| M A R T I E       | 12                | L               | Children of Invention                              | Sasquatch Films                                                                       | Tze Chun (regizor) |
| M A R T I E       | 19                | W               | The Bounty Hunter                                  | Columbia Pictures                                                                     | Andy Tennant (regizor); Gerard Butler, Jennifer Aniston |
| M A R T I E       | 19                | W               | Diary of a Wimpy Kid                               | 20th Century Fox                                                                      | Thor Freudenthal (regizor) Jeff Filgo, Jackie Filgo, Jeff Judah (scenariu); Zachary Gordon, Robert Capron, Steve Zahn, Rachael Harris, Devon Bostick, Chloë Grace Moretz, Connor and Owen Fielding, Grayson Russell |
| M A R T I E       | 19                | W               | Repo Men                                           | Universal Pictures                                                                    | Jude Law, Forest Whitaker, Alice Braga |
| M A R T I E       | 19                | L               | Hubble 3D                                          | Warner Bros. Pictures                                                                 | Toni Myers (regizor/scenariu); Leonardo DiCaprio, K. Megan McArthur, Gregory C. Johnson, Michael J. Massimino |
| M A R T I E       | 19                | L               | The Runaways                                       | Apparition                                                                            | Floria Sigismondi (regizor/scenariu); Dakota Fanning, Kristen Stewart, Michael Shannon |
| M A R T I E       | 19                | L               | Greenberg                                          | Focus Features                                                                        | Noah Baumbach (regizor/scenariu); Ben Stiller, Greta Gerwig, Rhys Ifans, Jennifer Jason Leigh, Chris Messina, Brie Larson, Juno Temple |
| M A R T I E       | 19                | L               | Kimjongilia                                        | Lorber Films                                                                          | N.C. Heiken (regizor/scenariu) |
| M A R T I E       | 19                | L               | The Killing Jar                                    | New Films International                                                               | Mark Young (regizor/scenariu); Danny Trejo |
| M A R T I E       | 19                | L               | City Island                                        | Anchor Bay Films                                                                      | Raymond De Felitta (regizor/scenariu); Andy García, Emily Mortimer, Alan Arkin |
| M A R T I E       | 26                | W               | Hot Tub Time Machine                               | MGM                                                                                   | Steve Pink (regizor); John Cusack, Rob Corddry, Craig Robinson, Clark Duke, Lizzy Caplan, Crispin Glover, Sebastian Stan |
| M A R T I E       | 26                | W               | How to Train Your Dragon                           | Paramount Pictures / DreamWorks Animation                                             | Chris Sanders, Dean DeBlois (regizori/scenariu); Will Davies (scenariu); Jay Baruchel, Gerard Butler, Craig Ferguson, America Ferrera, Jonah Hill, Christopher Mintz-Plasse, T. J. Miller, Kristen Wiig |
| M A R T I E       | 26                | L               | Chloe                                              | Sony Classics                                                                         | Julianne Moore, Liam Neeson, Amanda Seyfried |
| M A R T I E       | 26                | L               | Waking Sleeping Beauty                             | Walt Disney Pictures                                                                  | Don Hahn |
| M A R T I E       | 31                | W               | The Last Song                                      | Touchstone Pictures                                                                   | Julie Anne Robinson (regizor); Nicholas Sparks (scenariu); Miley Cyrus, Greg Kinnear, Liam Hemsworth, Kelly Preston, Bobby Coleman |

### Aprilie–iunie
| Premiera      | Premiera | Premiera | Titlu                                                   | Studio                                                              | Distribuție și echipa de producție |
| ------------- | -------- | -------- | ------------------------------------------------------- | ------------------------------------------------------------------- | --- |
| A P R I L I E | 2        | W        | Clash of the Titans                                     | Warner Bros. Pictures / Red Dead                                    | Louis Leterrier (regizor); Lawrence Kasdan (scenariu); Ralph Fiennes, Liam Neeson, Sam Worthington, Gemma Arterton, Danny Huston, Jason Flemyng, Nicholas Hoult, Alexa Davalos, Mads Mikkelsen, Kaya Scodelario |
| A P R I L I E | 2        | W        | Why Did I Get Married Too?                              | Lionsgate                                                           | Tyler Perry (regizor/scenariu); Janet Jackson, Tyler Perry, Jill Scott, Tasha Smith, Kevin Navayne |
| A P R I L I E | 2        | L        | Don McKay                                               | Image Entertainment                                                 | Jake Goldberger (regizor/scenariu); Thomas Haden Church, Elisabeth Shue, Melissa Leo, James Rebhorn, M. Emmet Walsh, Pruitt Taylor Vince, Keith David |
| A P R I L I E | 2        | L        | The Greatest                                            | Paladin Films                                                       | Shana Feste (regizor/scenariu); Pierce Brosnan, Carey Mulligan, Aaron Johnson |
| A P R I L I E | 9        | W        | Date Night                                              | 20th Century Fox                                                    | Shawn Levy (regizor); Steve Carell, Tina Fey, Mark Wahlberg, James Franco, Leighton Meester, Common, Taraji Henson, Kristen Wiig, Ray Liotta, Mila Kunis, Mark Ruffalo, William Fichtner, will.i.am |
| A P R I L I E | 9        | W        | Letters to God                                          | Vivendi Entertainment                                               | David Nixon (regizor); Patrick Doughtie (co-director); Patrick Doughtie (story/scenariu); Art D'Alessandro, Sandra Thrift, Cullen Douglas (writers); Bailee Madison, Robyn Lively, Ralph Waite |
| A P R I L I E | 9        | L        | When You're Strange                                     | Abramorama, Rhino Records                                           | Tom DiCillo (regizor/scenariu); John Densmore, Robby Krieger, Ray Manzarek, Jim Morrison, Johnny Depp |
| A P R I L I E | 9        | L        | La Mission                                              | Screen Media Films                                                  | Peter Bratt (regizor/scenariu); Benjamin Bratt, Erika Alexander, Jeremy Ray Valdez, Jesse Borrego, Talisa Soto |
| A P R I L I E | 9        | L        | After.Life                                              | Anchor Bay Films                                                    | Agnieszka Wojtowicz-Vosloo (regizor); Agnieszka Wojtowicz-Vosloo, Paul Vosloo (scenariu); Christina Ricci, Liam Neeson, Justin Long, Josh Charles, Chandler Canterbury |
| A P R I L I E | 9        | L        | The Black Waters of Echo's Pond                         | Project 8 Films                                                     | Gabriel Bologna (regizor); Gabriel Bologna & Sean Clark (scenariu); Robert Patrick, Danielle Harris, James Duval, Arcadiy Golubovich, Electra Avellan, Elise Avellan, Nick Mennell, Sean Lawlor |
| A P R I L I E | 16       | W        | Death at a Funeral                                      | Screen Gems                                                         | Neil LaBute (regizor); Martin Lawrence, Chris Rock, James Marsden, Luke Wilson, Peter Dinklage |
| A P R I L I E | 16       | W        | Kick-Ass                                                | Lionsgate                                                           | Matthew Vaughn (regizor); Aaron Johnson, Clark Duke, Nicolas Cage, Chloë Grace Moretz, Mark Strong, Christopher Mintz-Plasse, Lyndsy Fonseca |
| A P R I L I E | 16       | L        | The Joneses                                             | Roadside Attractions                                                | Derrick Borte (regizor); Demi Moore, David Duchovny, Amber Heard, Gary Cole |
| A P R I L I E | 16       | L        | 4.3.2.1                                                 | Lionsgate                                                           | Noel Clarke, Ben Drew, Emma Roberts, Tamsin Egerton, Ben Shepherd |
| A P R I L I E | 16       | L        | The City of Your Final Destination                      | Screen Media Films                                                  | James Ivory (regizor); Ruth Prawer Jhabvala (scenariu); Anthony Hopkins, Omar Metwally, Laura Linney, Charlotte Gainsbourg |
| A P R I L I E | 16       | L        | Exit Through the Gift Shop                              | Producers Distribution Agency                                       | Banksy (regizor) |
| A P R I L I E | 16       | L        | The Perfect Game                                        | Slowhand Releasing                                                  | William Dear (regizor); W. William Winokur (scenariu); Clifton Collins, Jr., Cheech Marin, Louis Gossett, Jr., Emilie de Ravin, Bruce McGill, Patricia Manterola |
| A P R I L I E | 22       | W        | Oceans                                                  | Disneynature                                                        | Jacques Perrin, Jacques Cluzaud (regizori) |
| A P R I L I E | 23       | W        | The Back-up Plan                                        | CBS Films                                                           | Alan Poul (regizor); Jennifer Lopez, Alex O'Loughlin, Noureen DeWulf, Donal Logue, Jennifer Elise Cox, Melissa McCarthy, Anthony Anderson |
| A P R I L I E | 23       | W        | The Losers                                              | Warner Bros. Pictures / Red Dead                                    | Jeffrey Dean Morgan, Idris Elba, Chris Evans, Columbus Short, Jason Patric, Zoe Saldana, Óscar Jaenada |
| A P R I L I E | 23       | L        | Breath Made Visible: Anna Halprin                       | Argot Films                                                         | Reudi Gerber (regizor); Anna Halprin, Lawrence Halprin, Merce Cunningham, A.A. Leath, John Graham, Rana Halprin |
| A P R I L I E | 23       | L        | Behind the Burly Q                                      | First Run Features                                                  | Alan Alda, Nat Bodian, Lorraine Lee, Tempest Storm, Blaze Starr, Kitty West, Taffy O'Neill, Mike Iannucci |
| A P R I L I E | 23       | L        | Paper Man                                               | MPI Media Group                                                     | Jeff Daniels, Emma Stone, Ryan Reynolds, Lisa Kudrow, Kieran Culkin |
| A P R I L I E | 23       | L        | Boogie Woogie                                           | IFC Films                                                           | Stellan Skarsgård, Christopher Lee, Gillian Anderson, Heather Graham, Joanna Lumley, Jaime Winstone, Amanda Seyfried, Alan Cumming |
| A P R I L I E | 28       | L        | The Human Centipede (First Sequence)                    | IFC Films                                                           | Tom Six (regizor) |
| A P R I L I E | 30       | W        | Furry Vengeance                                         | Summit Entertainment                                                | Brendan Fraser, Brooke Shields, Ken Jeong |
| A P R I L I E | 30       | W        | A Nightmare on Elm Street                               | Warner Bros. Pictures / New Line Cinema / Red Dead / Platinum Dunes | Samuel Bayer (regizor); Wesley Strick, Eric Heisserer (scenariu); Jackie Earle Haley, Rooney Mara, Thomas Dekker, Kyle Gallner, Clancy Brown, Katie Cassidy, Connie Britton, Kellan Lutz |
| A P R I L I E | 30       | L        | Harry Brown                                             | Samuel Goldwyn                                                      | Daniel Barber (regizor); Michael Caine, Emily Mortimer, Jack O'Connell, Liam Cunningham, Ben Drew |
| A P R I L I E | 30       | L        | The Good Heart                                          | Magnolia Pictures                                                   | Paul Dano |
| A P R I L I E | 30       | L        | Please Give                                             | Sony Pictures Classics                                              | Nicole Holofcener (regizor); Catherine Keener, Rebecca Hall, Oliver Platt, Amanda Peet |
| M A I         | 5        | L        | The Infidel                                             | TriBeCa Productions                                                 | Josh Appignanesi (regizor); David Baddiel (scenariu); Omid Djalili, Richard Schiff, Archie Panjabi, Igal Naor, Mina Anwar, Amit Shah, Soraya Radford, Miranda Hart, Matt Lucas |
| M A I         | 5        | L        | The Trotsky                                             | TriBeCa Productions                                                 | Jacob Tierney (regizor/scenariu) |
| M A I         | 5        | L        | Sex & Drugs & Rock & Roll                               | TriBeCa Productions                                                 | Andy Serkis, Ray Winstone |
| M A I         | 7        | W        |                                                         |                                                                     | |
| M A I         | 7        | W        | Iron Man 2                                              | Paramount Pictures / Marvel Studios                                 | Jon Favreau (regizor); Justin Theroux (scenariu); Robert Downey Jr., Don Cheadle, Mickey Rourke, Gwyneth Paltrow, Sam Rockwell, Scarlett Johansson, Olivia Munn, Samuel L. Jackson, Clark Gregg, John Slattery, Jon Favreau, Stan Lee, Paul Bettany |
| M A I         | 7        | L        | Babies                                                  | Focus Features                                                      | Thomas Balmès (regizor) |
| M A I         | 7        | L        | Casino Jack and the United States of Money              | Jigsaw Productions                                                  | Alex Gibney (regizor) |
| M A I         | 7        | L        | Mother and Child                                        | Sony Pictures Classics                                              | Rodrigo García (regizor), Annette Bening, Naomi Watts, Kerry Washington, Samuel L. Jackson |
| M A I         | 7        | L        | The Oath                                                | Zeitgeist Films                                                     | Laura Poitras |
| M A I         | 7        | L        | OSS 117: Lost in Rio                                    | Music Box Films                                                     | Michel Hazanavicius (regizor) |
| M A I         | 7        | L        | The Lightkeepers                                        | New Films International                                             | Richard Dreyfuss, Blythe Danner |
| M A I         | 7        | L        | Multiple Sarcasms                                       | Multiple Avenue Releasing                                           | Mira Sorvino and Timothy Hutton |
| M A I         | 7        | L        | Trash Humpers                                           | Drag City                                                           | Harmony Korine (regizor/scenariu) |
| M A I         | 12       | L        | Metropia                                                | Tribeca Film                                                        | Vincent Gallo, Juliette Lewis, Alexander Skarsgård, Stellan Skarsgård, Udo Kier |
| M A I         | 14       | W        | Just Wright                                             | Fox Searchlight Pictures                                            | Sanaa Hamri (regizor); Michael Elliott (scenariu); Queen Latifah, Common, Paula Patton |
| M A I         | 14       | W        | Letters to Juliet                                       | Summit Entertainment                                                | Gary Winick (regizor); Amanda Seyfried, Vanessa Redgrave |
| M A I         | 14       | W        | Robin Hood                                              | Universal Pictures                                                  | Ridley Scott (regizor); Russell Crowe, Mark Addy, Cate Blanchett, Mark Strong |
| M A I         | 14       | L        | Looking for Eric                                        | Icon Film Distribution                                              | Ken Loach (regizor); Eric Cantona, Steve Evets, Stephanie Bishop |
| M A I         | 14       | L        | Princess Kaiulani                                       | Matador Pictures, Island Film Group, Trailblazer Films              | Marc Forby (regizor); Q'orianka Kilcher, Barry Pepper, Will Patton, Shaun Evans, Jimmy Yuill, Julian Glover, Tamzin Merchant, Catherine Steadman, Kainoa Kilcher |
| M A I         | 14       | L        | Daddy Longlegs                                          | Sundance Selects                                                    | Ben Safdie, Joshua Safdie (regizori/scenariu) |
| M A I         | 14       | L        | Here and There                                          | Cinema Purgatorio                                                   | David Thornton, Mirjana Karanović, Cyndi Lauper, Branislav Trifunović, Jelena Mrdja, Antone Pagan, Max King, Fredda Lomsky |
| M A I         | 14       | L        | Touching Home                                           | California Film Institute                                           | Logan Miller, Noah Miller (regizori/scenariu) |
| M A I         | 21       | W        | MacGruber                                               | Rogue Pictures                                                      | Jorma Taccone (regizor), Will Forte, Kristen Wiig, Ryan Phillippe, Val Kilmer, Powers Boothe, Maya Rudolph, Derek Mears, Mark Henry, Chris Jericho, Glenn Jacobs, Paul Wight, Montel Vontavious Porter, The Great Khali, John Bradshaw Layfield |
| M A I         | 21       | W        | Shrek Forever After                                     | Paramount Pictures / DreamWorks Animation                           | Mike Mitchell (regizor); Mike Myers, Eddie Murphy, Cameron Diaz, Antonio Banderas, Julie Andrews, John Cleese, Walt Dohrn, Jon Hamm, Craig Robinson, Jane Lynch, Meredith Vieira |
| M A I         | 21       | L        | Holy Rollers                                            | First Independent Pictures                                          | Kevin Asch (regizor), Antonio Macia (scenariu); Jesse Eisenberg, Justin Bartha, Ari Graynor, Q-Tip |
| M A I         | 21       | L        | Racing Dreams                                           | White Buffalo Entertainment                                         | Marshall Curry (regizor) |
| M A I         | 21       | L        | Solitary Man                                            | Anchor Bay Films                                                    | Brian Koppelman, David Levien (regizori); Brian Kopplman (scenariu); Michael Douglas, Susan Sarandon, Danny DeVito, Mary-Louise Parker, Jenna Fischer, Jesse Eisenberg, Imogen Poots, Ben Shenkman |
| M A I         | 21       | L        | Kites: The Remix                                        | Reliance BIG Pictures                                               | Anurag Basu (regizor); Robin Bhatt, Akarsh Khurana, Anurag Basu (scenariu); Hrithik Roshan, Bárbara Mori, Kabir Bedi, Kangana Ranaut, Nick Brown |
| M A I         | 21       | L        | John Rabe                                               | Strand Releasing                                                    | Florian Gallenberger (regizor/scenariu) |
| M A I         | 21       | L        | Perrier's Bounty                                        | IFC Films                                                           | Jim Broadbent, Brendan Gleeson |
| M A I         | 25       |          | The 7 Adventures of Sinbad                              |                                                                     | |
| M A I         | 27       | W        | Sex and the City 2                                      | Warner Bros. Pictures / New Line Cinema / Red Dead                  | Michael Patrick King (regizor/scenariu); Sarah Jessica Parker, Kristin Davis, Cynthia Nixon, Kim Cattrall, Chris Noth |
| M A I         | 28       | W        | Prince of Persia: The Sands of Time                     | Walt Disney Pictures                                                | Mike Newell (regizor); Carlo Bernard (scenariu); Jake Gyllenhaal, Gemma Arterton, Ben Kingsley, Alfred Molina |
| M A I         | 28       | L        | Survival of the Dead                                    | Magnolia Pictures                                                   | George A. Romero (regizor); Alan van Sprang, Devon Bostick |
| M A I         | 28       | L        | The Father of My Children                               | IFC Films                                                           | Mia Hansen-Løve (regizor/scenariu) |
| M A I         | 28       | L        | Micmacs                                                 | Sony Pictures Classics                                              | Jean-Pierre Jeunet (regizor) |
| M A I         | 28       | L        | Agora                                                   | Lionsgate / Focus Features / Newmarket Films                        | Alejandro Amenábar (regizor); Rachel Weisz, Max Minghella, Oscar Issacs, Michael Lonsdale, Sami Samir, Ashraf Barhom, Rupert Evans, Homayoun Ershadi, Richard Durden, Manuel Cauchi, Charles Thake, Omar Mostafa, Harry Borg |
| M A I         | 28       | L        | The Last Shot                                           | Original Films                                                      | Emilio Rodríguez (regizor); Emilio Rodríguez, Josh Arms, Tino Rodríguez, Jacob Arms |
| I U N I E     | 4        | W        | Get Him to the Greek                                    | Universal Pictures                                                  | Nicholas Stoller (regizor/scenariu); Russell Brand, Jonah Hill, Rose Byrne, Elisabeth Moss, Sean Combs |
| I U N I E     | 4        | W        | Killers                                                 | Lionsgate                                                           | Robert Luketic (regizor); Ashton Kutcher, Katherine Heigl, Tom Selleck, Catherine O'Hara, Martin Mull, Katheryn Winnick |
| I U N I E     | 4        | W        | Marmaduke                                               | 20th Century Fox                                                    | Tom Dey (regizor); Owen Wilson, Emma Stone, Kiefer Sutherland, Christopher Mintz-Plasse, Sam Elliott, Judy Greer, Lee Pace, Steve Coogan, William H. Macy, George Lopez, Stacy Ferguson, Marlon Wayans, Damon Wayans, Jr., David Walliams |
| I U N I E     | 4        | W        | Splice                                                  | Warner Bros. Pictures / Red Dead                                    | Vincenzo Natali (regizor); Vincenzo Natali, Antoinette Terry Bryant, Doug Taylor (scenariu); Adrien Brody, Sarah Polley, Delphine Chanéac |
| I U N I E     | 4        | L        | Ondine                                                  | Magnolia Pictures                                                   | Neil Jordan (regizor/scenariu); Colin Farrell, Stephen Rea, Alicja Bachleda, Tony Curran, Dervla Kirwan, Tom Archdeacon, Don Wycherley, Emil Hostina, Norma Sheahan |
| I U N I E     | 4        | L        | Living in Emergency: Stories of Doctors Without Borders | Truly Indie                                                         | Chris Brasher, Davinder Gill, Tom Krueger, Chiara Lepora |
| I U N I E     | 4        | L        | Sleeping with Charlie Kaufman                           | Osipa Media                                                         | J Roland Kelly (regizor) |
| I U N I E     | 4        | L        | Rosencrantz and Guildenstern Are Undead                 | Indican Pictures                                                    | Jake Hoffman, Devon Aoki, John Ventimiglia, Kris Lemche, Ralph Macchio, Joey Kern |
| I U N I E     | 4        | L        | Raajneeti                                               | UTV Motion Pictures                                                 | Prakash Jha (regizor) |
| I U N I E     | 4        | L        | Finding Bliss                                           | Phase 4 Films                                                       | Julie Davis (regizor/scenariu); Leelee Sobieski, Kristen Johnston, Matt Davis, Denise Richards, Jamie Kennedy |
| I U N I E     | 4        | L        | Gone with the Pope                                      | Grindhouse Releasing                                                | Bill Boyd, John Bruno, Carl Cocomo, Lorenzo Dardado, Paul DiAmico, Steve DiBiaso, Nola Hand, Jeanne Hibbard |
| I U N I E     | 11       | W        | The A-Team                                              | 20th Century Fox                                                    | Joe Carnahan (regizor); Liam Neeson, Bradley Cooper, Quinton "Rampage" Jackson, Sharlto Copley, Jessica Biel |
| I U N I E     | 11       | W        | The Karate Kid                                          | Columbia Pictures                                                   | Harald Zwart (regizor); Jackie Chan, Jaden Smith, Taraji P. Henson |
| I U N I E     | 11       | L        | Winter's Bone                                           | Roadside Attractions                                                | Debra Granik (regizor); Jennifer Lawrence, John Hawkes, Garret Dillahunt, Dale Dickey |
| I U N I E     | 11       | L        | Joan Rivers: A Piece of Work                            | IFC Films                                                           | Joan Rivers |
| I U N I E     | 11       | L        | Coco Chanel & Igor Stravinsky                           | Sony Pictures Classics                                              | Anna Mouglalis, Mads Mikkelsen |
| I U N I E     | 11       | L        | 12th & Delaware                                         | Loki Films                                                          | Heidi Ewing, Rachel Grady (regizori) |
| I U N I E     | 11       | L        | The Lottery                                             | Variance Films                                                      | Madeleine Sackler |
| I U N I E     | 18       | W        | Jonah Hex                                               | Warner Bros. Pictures / Red Dead                                    | Jimmy Hayward (regizor); Josh Brolin, Megan Fox, John Malkovich, Will Arnett, Michael Fassbender, Michael Shannon |
| I U N I E     | 18       | W        | Toy Story 3                                             | Walt Disney Pictures / Pixar Animation Studios                      | Lee Unkrich (regizor); Michael Arndt (scenariu); Tom Hanks, Tim Allen, Joan Cusack, Ned Beatty, Don Rickles, Wallace Shawn, John Ratzenberger, Michael Keaton, Estelle Harris, Blake Clark, Jeff Pidgeon, John Morris, Jodi Benson, Laurie Metcalf, Bonnie Hunt, Timothy Dalton, Kristen Schaal, Jeff Garlin, Bud Luckey, John Cygan, Jack Angel, Jan Rabson, Whoopi Goldberg, Richard Kind, Teddy Newton, R. Lee Ermey, Colleen O'Shaughnessey, Jess Harnell |
| I U N I E     | 18       | L        | Cyrus                                                   | Fox Searchlight Pictures                                            | Jay Duplass, Mark Duplass (regizori); John C. Reilly, Jonah Hill, Marisa Tomei, Catherine Keener, Matt Walsh, Katie Aselton |
| I U N I E     | 18       | L        | I Am Love                                               | Magnolia Pictures                                                   | Luca Guadagnino (regizor/scenariu); Tilda Swinton, Flavio Parenti, Gabriele Ferzetti, Pippo Delbono, Edoardo Gabbriellini |
| I U N I E     | 18       | L        | The Killer Inside Me                                    | IFC Films                                                           | Michael Winterbottom (regizor); Casey Affleck, Jessica Alba, Kate Hudson |
| I U N I E     | 18       | L        | Raavan                                                  | Reliance Big Pictures                                               | Mani Ratnam (regizor/scenariu); Abhishek Bachchan, Vikram, Govinda, Aishwarya Rai Bachchan |
| I U N I E     | 18       | L        | 8: The Mormon Proposition                               | Red Flag Releasing                                                  | Reed Cowan |
| I U N I E     | 18       | L        | 45365                                                   | Seventh Art Releasing                                               | Bill Ross IV, Turner Ross (regizori) |
| I U N I E     | 18       | L        | Stonewall Uprising                                      | First Run Features                                                  | Kate Davis, David Heilbroner (regizori); David Heilbroner (scenariu) |
| I U N I E     | 18       | L        | Le Amiche                                               | Film Forum                                                          | Michelangelo Antonioni (regizor); Michelangelo Antonioni (scenariu); Cesare Pavese (novel); Eleonora Rossi Drago, Valentina Cortese, Madeleine Fischer |
| I U N I E     | 23       | W        | Knight and Day                                          | 20th Century Fox                                                    | James Mangold (regizor); Tom Cruise, Cameron Diaz |
| I U N I E     | 25       | W        | Grown Ups                                               | Columbia Pictures                                                   | Dennis Dugan (regizor); Adam Sandler (scenariu); Adam Sandler, Kevin James, Chris Rock, David Spade, Rob Schneider, Salma Hayek, Maria Bello, Maya Rudolph |
| I U N I E     | 25       | L        | South of the Border                                     | Cinema Libre Studio                                                 | Oliver Stone (regizor) |
| I U N I E     | 25       | L        | Wild Grass                                              | Sony Pictures Classics                                              | Alain Resnais (regizor); Alex Reval (scenariu); Christian Gailly (novel); André Dussollier, Sabine Azéma, Emmanuelle Devos, Mathieu Amalric, Anne Consigny, Michel Vuillermoz, Édouard Baer, Annie Cordy |
| I U N I E     | 25       | L        | Dogtooth                                                | Kino International                                                  | Christos Stergioglou, Michele Valley, Aggeliki Papoulia, Mary Tsoni, Hristos Passalis, Anna Kalaitzidou |
| I U N I E     | 25       | L        | Restrepo                                                | Outpost Films                                                       | Tim Hetherington, Sebastian Junger (regizori) |
| I U N I E     | 25       | L        | I Was Born, But...                                      | Janus Films                                                         | Hideo Sugawara, Tomio Aoki, Tatsuo Saito |
| I U N I E     | 30       | W        | Eclipse                                                 | Summit Entertainment                                                | David Slade (regizor); Melissa Rosenberg (scenariu); Kristen Stewart, Robert Pattinson, Taylor Lautner, Ashley Greene, Jackson Rathbone, Peter Facinelli, Elizabeth Reaser, Nikki Reed, Kellan Lutz, Bryce Dallas Howard, Xavier Samuel, Billy Burke, Dakota Fanning, Jodelle Ferland, Gil Birmingham, Cameron Bright, Anna Kendrick, Michael Welch, Sarah Clarke, Chaske Spancer                                                                             |
| I U N I E     | 30       | L        | Love Ranch                                              | E1 Entertainment                                                    | Taylor Hackford (regizor); Helen Mirren, Joe Pesci |

### Iulie–septembrie
| Premiera            | Premiera            | Premiera | Titlu                                         | Studio                                                                | Distribuție și echipa de producție | |
| ------------------- | ------------------- | -------- | --------------------------------------------- | --------------------------------------------------------------------- | --- | --- |
| I U L I E           | 2                   | W        | The Last Airbender                            | Paramount Pictures / Nickelodeon Movies                               | M. Night Shyamalan (regizor/scenariu); Noah Ringer, Nicola Peltz, Jackson Rathbone, Dev Patel, Aasif Mandvi, Shaun Toub, Cliff Curtis, Seychelle Gabriel, Katharine Houghton, Keong Sim, Dee Bradley Baker, Summer Bishil, John Noble, Francis Guinan, Ben Cooke, J.W. Cortes, Jessica Andres       | |
| I U L I E           | 2                   | L        | Only When I Dance                             | Tigerlily Films                                                       | Beadie Finzi (regizor) | |
| I U L I E           | 2                   | L        | Great Directors                               | Anisma Films                                                          | Angela Ismailos (regizor/scenariu); Bernardo Bertolucci, Catherine Braillat, David Lynch | |
| I U L I E           | 9                   | W        | Despicable Me                                 | DreamWorks Pictures / Universal Pictures / Illumination Entertainment | Chris Renaud, Pierre Coffin (regizori); Steve Carell, Jason Segel, Kristen Wiig, Will Arnett, Miranda Cosgrove, Dana Gaier, Elsie Fisher, Russell Brand, Chris Renaud, Pierre Coffin, Jemaine Clement, Ken Jeong, Jack McBrayer, Julie Andrews, Danny McBride, Mindy Kaling, Ken Daurio, Rob Huebel | |
| I U L I E           | 9                   | W        | Predators                                     | 20th Century Fox                                                      | Nimród Antal (regizor); Adrien Brody, Alice Braga, Danny Trejo, Walt Goggins, Oleg Taktarov, Topher Grace, Derek Mears, Mahershalalhashbaz Ali, Louiz Ozawa | |
| I U L I E           | 9                   | ‡        | The Kids Are All Right                        | Focus Features                                                        | Lisa Cholodenko (regizor); Annette Bening, Julianne Moore, Mia Wasikowska, Josh Hutcherson, Mark Ruffalo | |
| I U L I E           | 9                   | L        | Winnebago Man                                 | Kino International                                                    | Ben Steinbauer (regizor); Jack Rebney, Joe Pickett, Nick Preuher, Douglas Rushkoff, Mike Mitchell | |
| I U L I E           | 9                   | L        | StreetDance 3D                                | Vertigo Films                                                         | Richard Windsor, Nichola Burley, Ashley Banjo, George Sampson, Diversity, Flawless, Charlie Bruce | |
| I U L I E           | 9                   | L        | REC 2                                         | Magnet Releasing                                                      | Manuela Velasco | |
| I U L I E           | 9                   | L        | The Girl Who Played With Fire                 | Music Box Films                                                       | Daniel Alfredson (regizor); Jonas Frykberg, Stieg Larsson (scenariu); Michael Nyqvist, Noomi Rapace | |
| I U L I E           | 9                   | L        | Valhalla Rising                               | IFC Films                                                             | Nicolas Winding Refn (regizor); Nicolas Winding Refn, Roy Jacobsen (scenariu); Mads Mikkelsen | |
| I U L I E           | 14                  | W        | The Sorcerer's Apprentice                     | Walt Disney Pictures                                                  | Jon Turteltaub (regizor); Nicolas Cage, Jay Baruchel, Alfred Molina, Teresa Palmer, Toby Kebbell, Monica Bellucci | |
| I U L I E           | 16                  | W        | Inception                                     | Warner Bros. Pictures                                                 | Christopher Nolan (regizor); Leonardo DiCaprio, Joseph Gordon-Levitt, Ellen Page, Cillian Murphy, Marion Cotillard, Ken Watanabe, Tom Hardy, Dileep Rao, Michael Caine | |
| I U L I E           | 16                  | L        | Kisses                                        | Oscilloscope Pictures                                                 | Lance Daly (regizor/scenariu); Gerry Moore, Shane Curry, Stephen Rea | |
| I U L I E           | 16                  | L        | Standing Ovation                              | Rocky Mountain Pictures                                               | Stewart Raffill (regizor/scenariu); Alexis Blesiada, Alanna P, London Clark | |
| I U L I E           | 16                  | L        | Fred: The Movie                               | Nickelodeon                                                           | Lucas Cruikshank, Pixie Lott | |
| I U L I E           | 23                  | W        | Ramona and Beezus                             | 20th Century Fox                                                      | Elizabeth Allen (regizor); Laurie Craig (scenariu); Ginnifer Goodwin, Selena Gomez, Joey King, Josh Duhamel, Bridget Moynahan, John Corbett | |
| I U L I E           | 23                  | W        | Salt                                          | Columbia Pictures                                                     | Phillip Noyce (regizor); Angelina Jolie, Liev Schreiber, Chiwetel Ejiofor | |
| I U L I E           | 23                  | L        | Countdown to Zero                             | Magnolia Pictures                                                     | Lucy Walker (regizor) | |
| I U L I E           | 23                  | L        | Farewell                                      | NeoClassics Films                                                     | Christian Carion (regizor); Fred Ward, Willem Dafoe, Diane Kruger | |
| I U L I E           | 23                  | L        | Spoken Word                                   | Variance Films                                                        | Victor Nuñez (regizor); Kuno Becker, Miguel Sandoval, Monique Gabriela Curnen, Persia White, Rubén Blades | |
| I U L I E           | 23                  | L        | Mugabe and the White African                  | First Run Features                                                    | Andrew Thompson, Lucy Bailey (regizori) | |
| I U L I E           | 23                  | L        | Life During Wartime                           | IFC Films                                                             | Todd Solondz (regizor/scenariu); Ally Sheedy, Allison Janney, Ciarán Hinds, Chris Marquette, Dylan Riley Snyder | |
| I U L I E           | 23                  | 30       | W                                             | Cats & Dogs: The Revenge of Kitty Galore                              | Warner Bros. Pictures | Brad Peyton (regizor); Chris O'Donnell, Jack McBrayer, Bette Midler                                                                          |
| I U L I E           | Charlie St. Cloud   | 30       | W                                             | Universal Pictures                                                    | Burr Steers (regizor); Burr Steers, Craig Pearce, James Schamus, Lewis Colick (screenwriters); Zac Efron, Kim Basinger, Amanda Crew | |
| I U L I E           | Dinner for Schmucks | 30       | W                                             | Paramount Pictures / DreamWorks Studios                               | Jay Roach (regizor); David Guion, Michael Handelman (scenariu); Steve Carell, Paul Rudd, Zach Galifianakis, Jeff Dunham, Bruce Greenwood, Ron Livingston, Rick Overton, Lucy Punch, Andrea Savage, David Walliams, Jacques A. Dehonn                                                                | |
| I U L I E           | L                   | 30       | The Extra Man                                 | Magnolia Pictures                                                     | Shari Springer Berman, Robert Pulcini (regizori); Kevin Kline, Paul Dano, Katie Holmes, John C. Reilly | |
| I U L I E           | L                   | 30       | The Dry Land                                  | Freestyle Releasing                                                   | Ryan Piers Williams (regizor/scenariu); America Ferrera, Wilmer Valderrama, Melissa Leo, Jason Ritter, Evan Jones, Sasha Spielberg | |
| I U L I E           | L                   | 30       | Hugh Hefner: Playboy, Activist and Rebel      | Phase 4 Films                                                         | Hugh Hefner, Jesse Jackson, George Lucas, James Caan | |
| I U L I E           | L                   | 30       | What's the Matter with Kansas?                | Ow Myeye Productions Inc.                                             | Joe Winston | |
| I U L I E           | L                   | 30       | Smash His Camera                              | Home Box Office (HBO)                                                 | Leon Gast (regizor) | |
| I U L I E           | L                   | 30       | Get Low                                       | Sony Pictures Classics                                                | Aaron Schneider (regizor); Robert Duvall, Bill Murray, Sissy Spacek, Lucas Black | |
| I U L I E           | A U G U S T         | 6        | W                                             | Flipped                                                               | Warner Bros. Pictures | Rob Reiner (regizor); Callan McAuliffe, Madeline Carroll, Aidan Quinn, Penelope Ann Miller, Rebecca De Mornay, Anthony Edwards, John Mahoney |
| The Other Guys      | A U G U S T         | 6        | W                                             | Columbia Pictures                                                     | Adam McKay (regizor); Will Ferrell, Mark Wahlberg | |
| Step Up 3D          | A U G U S T         | 6        | W                                             | Touchstone / Summit                                                   | Jon Chu (regizor); Sharni Vinson | |
| L                   | A U G U S T         | 6        | The Disappearance of Alice Creed              | Anchor Bay Films                                                      | J Blakeson (regizor); Gemma Arterton, Martin Compston, Eddie Marsan | |
| L                   | A U G U S T         | 6        | Middle Men                                    | Paramount Vantage                                                     | George Gallo (regizor); George Gallo, Andy Weiss (scenariu); Luke Wilson, Giovanni Ribisi, Gabriel Macht, James Caan | |
| L                   | A U G U S T         | 6        | Twelve                                        | Hannover House                                                        | Joel Schumacher (regizor); Chace Crawford, Emma Roberts, Curtis "50 Cent" Jackson, Rory Culkin, Ellen Barkin, Kiefer Sutherland | |
| L                   | A U G U S T         | 6        | The Wildest Dream                             | National Geographic Entertainment                                     | Alan Rickman, Conrad Anker, Hugh Dancy, Leo Houlding, Liam Neeson, Natasha Richardson, Ralph Fiennes | |
| L                   | A U G U S T         | 6        | Brotherhood                                   | Olive Films                                                           | Nicolo Donato (regizor); Thure Lindhardt and David Dencik | |
| L                   | A U G U S T         | 6        | Cairo Time                                    | IFC Films                                                             | Patricia Clarkson, Alexander Siddig | |
| L                   | A U G U S T         | 6        | Lebanon                                       | Sony Pictures Classics                                                | Samuel Maoz (regizor) | |
| L                   | A U G U S T         | 6        | Spring Fever                                  | Strand Releasing                                                      | Lou Ye (regizor) | |
| L                   | A U G U S T         | 6        | Patrik, Age 1.5                               | Regent Releasing                                                      | Torkel Petersson, Tom Ljungman, Gustaf Skarsgård | |
| 13                  | A U G U S T         | W        | Eat Pray Love                                 | Columbia Pictures                                                     | Ryan Murphy (regizor/scenariu); Julia Roberts, Richard Jenkins, Javier Bardem, Viola Davis, Billy Crudup, James Franco | |
| 13                  | A U G U S T         | W        | The Expendables                               | Lionsgate                                                             | Sylvester Stallone (regizor); Sylvester Stallone, Mickey Rourke, Jason Statham, Jet Li, Stone Cold Steve Austin, Terry Crews, Dolph Lundgren | |
| 13                  | A U G U S T         | W        | Scott Pilgrim vs. the World                   | Universal Pictures                                                    | Edgar Wright (regizor); Michael Bacall, Edgar Wright (scenariu); Michael Cera, Mary Elizabeth Winstead, Kieran Culkin, Alison Pill, Mark Webber, Johnny Simmons, Anna Kendrick, Chris Evans, Brandon Routh, Mae Whitman, Brie Larson, Aubrey Plaza, Jason Schwartzman, Jean Yoon                    | |
| 13                  | A U G U S T         | L        | Double Negative                               | Skyline Pictures                                                      | Jesse Johnson (regizor); Jesse Johnson, Nick Turnbow (scenariu); Frederic Doss, Robert Gordon Spencer, John Ceallach, Christopher Ballard, Tiffany Johnson, Jesika Fisher | |
| 13                  | A U G U S T         | L        | Tales from Earthsea                           | Walt Disney Pictures / Studio Ghibli                                  | Gorō Miyazaki (regizor); Gorō Miyazaki, Keiko Niwa (scenariu); Timothy Dalton, Willem Dafoe, Matt Levin, Cheech Marin, Mariska Hargitay, Blaire Restaneo, Jean Smart | |
| 13                  | A U G U S T         | L        | La Soga                                       | 7–57 Releasing                                                        | Josh Crook (regizor) | |
| 13                  | A U G U S T         | L        | Animal Kingdom                                | Sony Pictures Classics                                                | Guy Pearce, James Frecheville, Joel Edgerton | |
| 13                  | A U G U S T         | L        | Neshoba                                       | First Run Features                                                    | Micki Dickoff, Tony Pagano (regizori) | |
| 13                  | A U G U S T         | L        | Peepli Live                                   | Aamir Khan Productions                                                | Anusha Rizvi (regizor) | |
| 13                  | A U G U S T         | L        | The People I've Slept With                    | Margin Films                                                          | Quentin Lee (regizor); Archie Kao, Cathy Shim, Chris Zylka, Elizabeth Sung, James Shigeta, Karin Anna Cheung, Perry Smith, Randall Park, Wilson Cruz | |
| 13                  | A U G U S T         | L        | Salt of this Sea                              | Lorber Films                                                          | Annamarie Jacir (regizor/scenariu) | |
| 18                  | A U G U S T         | W        | Vampires Suck                                 | 20th Century Fox                                                      | Jason Friedberg, Aaron Seltzer (regizori/scenariu); Matt Lanter, Jenn Proske, Chris Riggi, Anneliese van der Pol, Ken Jeong | |
| 18                  | A U G U S T         | L        | A Film Unfinished                             | Oscilloscope Pictures                                                 | Yael Hersonski | |
| 20                  | A U G U S T         | W        | Lottery Ticket                                | Warner Bros. Pictures                                                 | Erik White (regizor); Abdul Williams (scenariu); Bow Wow, Ice Cube | |
| 20                  | A U G U S T         | W        | Nanny McPhee and the Big Bang                 | Universal Pictures                                                    | Susanna White (regizor); Emma Thompson (scenariu); Emma Thompson, Maggie Gyllenhaal, Rhys Ifans, Maggie Smith, Ralph Fiennes, Bill Bailey, Katy Brand, Asa Butterfield | |
| 20                  | A U G U S T         | W        | Piranha 3D                                    | Dimension Films                                                       | Alexandre Aja (regizor/scenariu); Jerry O'Connell, Jessica Szohr, Ving Rhames, Elisabeth Shue, Christopher Lloyd, Adam Scott, Dina Meyer, Richard Dreyfuss, Kelly Brook, Riley Steele, Paul Scheer, Eli Roth                                                                                        | |
| 20                  | A U G U S T         | W        | The Switch                                    | Miramax Films                                                         | Josh Gordon, Will Speck (regizori); Jason Bateman, Jennifer Aniston, Patrick Wilson, Juliette Lewis, Jeff Goldblum | |
| 20                  | A U G U S T         | L        | What If...                                    | Pure Flix Entertainment                                               | Dallas Jenkins (regizor); Kevin Sorbo, Kristy Swanson, Debby Ryan, John Ratzenberger | |
| 20                  | A U G U S T         | L        | Mao's Last Dancer                             | ATO Pictures                                                          | Bruce Beresford (regizor) | |
| 20                  | A U G U S T         | L        | The Army of Crime                             | Lorber Films                                                          | Robert Guédiguian (regizor/scenariu) | |
| 20                  | A U G U S T         | L        | Soul Kitchen                                  | IFC Films                                                             | Fatih Akın (regizor) | |
| 20                  | A U G U S T         | L        | The Tillman Story                             | The Weinstein Company                                                 | Pat Tillman | |
| 27                  | A U G U S T         | W        | The Last Exorcism                             | Lionsgate                                                             | Daniel Stamm (regizor); Huck Botko, Andrew Gurland (scenariu); Patrick Fabian, Iris Bahr, Louis Herthum | |
| 27                  | A U G U S T         | W        | Takers                                        | Screen Gems                                                           | John Luessenhop (regizor); Paul Walker, Matt Dillon, Hayden Christensen, Chris Brown, T.I., Idris Elba, Zoe Saldana | |
| 27                  | A U G U S T         | R        | Avatar: Special Edition                       | 20th Century Fox                                                      | James Cameron (regizor/scenariu); Sam Worthington, Zoe Saldana, Sigourney Weaver, Giovanni Ribisi, Michelle Rodriguez, Stephen Lang | |
| 27                  | A U G U S T         | L        | Mesrine                                       | New American Vision                                                   | Jean-François Richet (regizor) | |
| 27                  | A U G U S T         | L        | The Milk of Sorrow                            | Olive Films                                                           | Claudia Llosa (regizor/scenariu) | |
| 27                  | A U G U S T         | L        | Centurion                                     | Magnet Releasing                                                      | Neil Marshall (regizor/scenariu); Dominic West, Michael Fassbender, Olga Kurylenko | |
| 27                  | A U G U S T         | L        | Make-out with Violence                        | Factory 25                                                            | The Deagol Brothers (regizori); Eric Lehning, Cody DeVos, Leah High, Shellie Marie Shartzer, Brett Miller, Tia Shearer, Josh Duensing | |
| S E P T E M B R I E | 1                   | W        | The American                                  | Focus Features                                                        | Anton Corbijn (regizor); Rowan Joffé (writer), George Clooney | |
| S E P T E M B R I E | 3                   | W        | Going the Distance                            | New Line Cinema                                                       | Nanette Burstein (regizor); Drew Barrymore, Justin Long, Charlie Day, Christina Applegate, Ron Livingston, Jim Gaffigan, Rob Riggle, Jason Sudeikis | |
| S E P T E M B R I E | 3                   | W        | Machete                                       | 20th Century Fox                                                      | Ethan Maniquis, Robert Rodriguez (regizori); Robert Rodriguez (scenariu); Danny Trejo, Jessica Alba, Robert De Niro, Lindsay Lohan, Michelle Rodriguez, Rose McGowan | |
| S E P T E M B R I E | 10                  | W        | Resident Evil: Afterlife                      | Screen Gems / Capcom Films                                            | Paul W. S. Anderson (regizor/scenariu); Milla Jovovich, Ali Larter, Spencer Locke, Wentworth Miller, Shawn Roberts | |
| S E P T E M B R I E | 10                  | ‡        | The Virginity Hit                             | Columbia Pictures                                                     | Huck Botko, Andrew Gurland (regizori/scenariu); Matt Bennett, Zack Pearlman | |
| S E P T E M B R I E | 13                  |          | Repeaters                                     | Rampart Films                                                         | Carl Bessai (regizor); Arne Olsen (scenariu); Dustin Milligan, Amanda Crew, Richard de Klerk | |
| S E P T E M B R I E | 15                  | L        | Never Let Me Go                               | Fox Searchlight                                                       | Mark Romanek (regizor); Keira Knightley, Carey Mulligan, Andrew Garfield, Sally Hawkins | |
| S E P T E M B R I E | 17                  | W        | Alpha and Omega                               | Lionsgate                                                             | Ben Gluck (regizor); Justin Long, Hayden Panettiere, Christina Ricci, Danny Glover, Dennis Hopper | |
| S E P T E M B R I E | 17                  | W        | Devil                                         | Universal Pictures                                                    | Drew Dowdle, John Erick Dowdle (regizori); Brian Nelson (scenariu); Geoffrey Arend, Chris Messina, Bojana Novakovic | |
| S E P T E M B R I E | 17                  | W        | Easy A                                        | Screen Gems                                                           | Will Gluck (regizor); Bert V. Royal (scenariu); Emma Stone, Amanda Bynes, Stanley Tucci, Patricia Clarkson, Lisa Kudrow, Malcolm McDowell | |
| S E P T E M B R I E | 17                  | W        | The Town                                      | Warner Bros. / GK Films                                               | Ben Affleck (regizor); Ben Affleck, Jon Hamm, Rebecca Hall, Jeremy Renner, Blake Lively, Chris Cooper, Pete Postlethwaite, Chris Collins | |
| S E P T E M B R I E | 17                  | L        | Catfish                                       | Relativity Media                                                      | Henry Joost, Ariel Schulman (regizori); Megan Faccio, Nev Schulman, Rel Schulman | |
| S E P T E M B R I E | 17                  | L        | Jack Goes Boating                             | Overture Films                                                        | Philip Seymour Hoffman (regizor); Philip Seymour Hoffman, Amy Ryan | |
| S E P T E M B R I E | 17                  | L        | Last Day of Summer                            | E1 Entertainment Distribution                                         | Vlad Yudin (regizor); DJ Qualls, Nikki Reed, William Sadler | |
| S E P T E M B R I E | 17                  | L        | Leaves of Grass                               | First Look Studios                                                    | Tim Blake Nelson (regizor/scenariu); Edward Norton, Tim Blake Nelson, Susan Sarandon, Richard Dreyfuss | |
| S E P T E M B R I E | 22                  | L        | You Will Meet a Tall Dark Stranger            | Sony Pictures Classics                                                | Woody Allen (regizor/scenariu); Anthony Hopkins, Antonio Banderas, Gemma Jones, Freida Pinto, Naomi Watts, Josh Brolin, Lucy Punch, Ewen Bremner | |
| S E P T E M B R I E | 24                  | W        | Legend of the Guardians: The Owls of Ga'Hoole | Warner Bros. Pictures                                                 | Zack Snyder (regizor); Jim Sturgess, Hugo Weaving, Ryan Kwanten, Geoffrey Rush, Emily Barclay, David Wenham | |
| S E P T E M B R I E | 24                  | W        | Wall Street: Money Never Sleeps               | 20th Century Fox                                                      | Oliver Stone (regizor); Michael Douglas, Shia LaBeouf, Carey Mulligan, Josh Brolin, Frank Langella, Susan Sarandon | |
| S E P T E M B R I E | 24                  | W        | You Again                                     | Touchstone Pictures                                                   | Andy Fickman (regizor); Kristen Bell, Jamie Lee Curtis, Sigourney Weaver, Odette Yustman, Kristin Chenoweth, Betty White, Victor Garber, James Wolk, Cloris Leachman | |
| S E P T E M B R I E | 24                  | L        | Buried                                        | Lionsgate                                                             | Rodrigo Cortés (regizor); Chris Sparling (scenariu); Ryan Reynolds, José María Yazpik | |
| S E P T E M B R I E | 24                  | L        | Like Dandelion Dust                           | Downes Brothers Entertainment Blue Collar Releasing                   | Jon Gunn (regizor); Mira Sorvino, Barry Pepper, Kate Levering, Maxwell Perry Cotton, Cole Hauser | |
| S E P T E M B R I E | 30                  | L        | Norwegian Wood                                | Soda Pictures / Red Flag Releasing                                    | Tran Anh Hung (regizor/scenariu); Kenichi Matsuyama, Rinko Kikuchi | |

### Octombrie–decembrie
| Premiera          | Premiera | Premiera | Titlu                                                                                              | Studio                                   | Distribuție și echipa de producție |
| ----------------- | -------- | -------- | -------------------------------------------------------------------------------------------------- | ---------------------------------------- | --- |
| O C T O M B R I E | 1        | W        | Case 39                                                                                            | Paramount Vantage                        | Christian Alvart (regizor); Ray Wright (scenariu); Renée Zellweger, Jodelle Ferland, Ian McShane, Bradley Cooper |
| O C T O M B R I E | 1        | W        | Let Me In                                                                                          | Overture Films                           | Matt Reeves (regizor/scenariu); Kodi Smit-McPhee, Chloë Grace Moretz, Richard Jenkins, Elias Koteas |
| O C T O M B R I E | 1        | W        | The Social Network                                                                                 | Columbia Pictures                        | David Fincher (regizor); Aaron Sorkin (scenariu); Jesse Eisenberg, Justin Timberlake, Andrew Garfield, Brenda Song, Rooney Mara, Rashida Jones, Armie Hammer |
| O C T O M B R I E | 8        | W        | It's Kind of a Funny Story                                                                         | Focus Features                           | Anna Boden (regizor/scenariu); Ryan Fleck; Keir Gilchrist, Zach Galifianakis, Emma Roberts, Viola Davis |
| O C T O M B R I E | 8        | W        | Life as We Know It                                                                                 | Warner Bros. Pictures                    | Greg Berlanti (regizor); Katherine Heigl, Josh Duhamel, Christina Hendricks, Josh Lucas |
| O C T O M B R I E | 8        | W        | My Soul to Take                                                                                    | Rogue Pictures                           | Wes Craven (regizor/scenariu); Nick Lashaway, Max Thieriot, Denzel Whitaker |
| O C T O M B R I E | 8        | W        | Secretariat                                                                                        | Walt Disney Pictures                     | Randall Wallace (regizor); Diane Lane, Dylan Walsh, John Malkovich, Scott Glenn, Kevin Connolly, Dylan Baker, James Cromwell, Margo Martindale, Nestor Serrano, Nelsan Ellis |
| O C T O M B R I E | 8        | L        | I Spit on Your Grave                                                                               | Anchor Bay Entertainment                 | Steven R. Monroe (regizor); Chad Lindberg, Daniel Franzese, Rodney Eastman, Jeff Branson, Andrew Howard |
| O C T O M B R I E | 8        | L        | Inside Job                                                                                         | Sony Pictures Classics                   | Charles H. Ferguson (regizor) |
| O C T O M B R I E | 8        | L        | It's a Wonderful Afterlife                                                                         | Icon Film Distribution                   | Gurinder Chadha (regizor); Shabana Azmi, Sally Hawkins, Sendhil Ramamurthy, Zoë Wanamaker |
| O C T O M B R I E | 8        | L        | The Elite Squad 2                                                                                  | Zazen Produções                          | José Padilha (regizor); Wagner Moura |
| O C T O M B R I E | 8        | L        | Wild Target                                                                                        | Ealing Studios                           | Bill Nighy, Emily Blunt, Rupert Grint, Martin Freeman, Rupert Everett |
| O C T O M B R I E | 8        | L        | Nowhere Boy                                                                                        | The Weinstein Company                    | Sam Taylor-Wood (regizor); Aaron Johnson, Thomas Brodie-Sangster, Anne-Marie Duff, Kristin Scott Thomas |
| O C T O M B R I E | 8        | L        | Stone                                                                                              | Overture Films                           | John Curran (regizor); Angus MacLachlan (scenariu); Robert De Niro, Edward Norton, Milla Jovovich |
| O C T O M B R I E | 8        | L        | Tamara Drewe                                                                                       | Sony Pictures Classics                   | Stephen Frears (regizor); Gemma Arterton, Dominic Cooper |
| O C T O M B R I E | 15       | W        | Jackass 3D                                                                                         | Paramount Pictures / MTV Films           | Jeff Tremaine (regizor); Preston Lacy (scenariu); Johnny Knoxville, Bam Margera, Steve-O, Wee Man, Ryan Dunn, Preston Lacy, Dave England, Chris Pontius, Danger Ehren, Paul Heyman, Phil Margera, April Margera, Mat Hoffman, Tony Hawk, Spike Jonze, Mike Judge, Rip Taylor, Eric Koston, Kerry Getz, Andy Bell, Brandon Novak, Rake Yohn, Seann William Scott, Jeff Tremaine, Manny Puig, Jared Allen, Josh Brown, Loomis Fall, Will Oldham, Edward Barbanell, The Dudesons, Nitro Circus |
| O C T O M B R I E | 15       | W        | Red                                                                                                | Summit Entertainment                     | Robert Schwentke (regizor); Erich Hoeber, Jon Hoeber (scenariu); Bruce Willis, Morgan Freeman, Helen Mirren, John Malkovich, Mary-Louise Parker, Karl Urban, Richard Dreyfuss, Brian Cox, Ernest Borgnine |
| O C T O M B R I E | 15       | ‡        | Conviction                                                                                         | Fox Searchlight Pictures                 | Tony Goldwyn (regizor); Hilary Swank, Sam Rockwell, Minnie Driver, Melissa Leo, Clea DuVall, Juliette Lewis, Loren Dean |
| O C T O M B R I E | 15       | L        | Carlos                                                                                             | IFC Films                                | Olivier Assayas (regizor); Édgar Ramírez, Ahmad Kaabour |
| O C T O M B R I E | 22       | W        | Hereafter                                                                                          | Warner Bros. Pictures                    | Clint Eastwood (regizor); Peter Morgan (scenariu); Matt Damon, Bryce Dallas Howard, Jay Mohr |
| O C T O M B R I E | 22       | W        | Paranormal Activity 2                                                                              | Paramount Pictures                       | Tod Williams (regizor); Michael R. Perry, Christopher Landon, Tom Pabst (scenariu); Katie Featherston, Micah Sloat, Molly Ephraim, Sprague Grayden, Brian Boland, Jackson Xenia Prieto, William Juan Prieto, David Bierbend, Seth Ginsberg, Vivis Colombetti |
| O C T O M B R I E | 29       | W        | Saw 3D                                                                                             | Lionsgate                                | Kevin Greutert (regizor); Patrick Melton, Marcus Dunstan (scenariu); Tobin Bell, Costas Mandylor, Cary Elwes, Betsy Russell |
| O C T O M B R I E | 29       | L        | The Girl Who Kicked the Hornets' Nest                                                              | Music Box Films                          | Daniel Alfredson (regizor); Ulf Ryberg (scenariu); Noomi Rapace, Michael Nyqvist, Lena Endre |
| O C T O M B R I E | 29       | L        | Monsters                                                                                           | Vertigo Films                            | Gareth Edwards (regizor/scenariu) |
| N O I E M B R I E | 3        | L        | Crayon                                                                                             | ZiOSS Films                              | Dean A. Burhanuddin (regizor/scenariu); Kahoe Howard Hon, Faisal Abdullah, Joshry Adamme, Adibah Noor |
| N O I E M B R I E | 5        | W        | Due Date                                                                                           | Warner Bros. Pictures                    | Todd Phillips (regizor); Robert Downey Jr., Zach Galifianakis, Jamie Foxx, Matt Walsh, Danny McBride, Charlie Sheen, Jon Cryer |
| N O I E M B R I E | 5        | W        | Fair Game                                                                                          | Brisbane International Film Festival     | Doug Liman (regizor); Naomi Watts, Sean Penn, Noah Emmerich, Ty Burrell, Sam Shepard, Bruce McGill, Brooke Smith, Michael Kelly, Khaled El Nabawy, Anand Tiwari, David Denman, David Andrews, Geoffrey Cantor, Adam LeFevre, Nassar, Satya Bhabha |
| N O I E M B R I E | 5        | W        | For Colored Girls                                                                                  | Lionsgate                                | Tyler Perry (regizor); Janet Jackson, Thandie Newton, Whoopi Goldberg, Phylicia Rashad, Kimberly Elise, Kerry Washington, Loretta Devine, Tessa Thompson, Anika Noni Rose, Macy Gray, Michael Ealy |
| N O I E M B R I E | 5        | W        | Megamind                                                                                           | Paramount / DreamWorks                   | Tom McGrath (regizor); Will Ferrell, Tina Fey, Brad Pitt, David Cross, Jonah Hill |
| N O I E M B R I E | 5        | R        | Transformers & Transformers: Revenge of the Fallen in 3-D: The Double Freeway - Re-released in 3-D | Paramount Pictures / DreamWorks Pictures | Michael Bay (regizor); Shia LaBeouf, Megan Fox, John Turturro, Kevin Dunn, Julie White, Rachael Taylor, Anthony Anderson, Tyrese Gibson, Jon Voight, Josh Duhamel, Ramón Rodríguez, Isabel Lucas Voices of Peter Cullen, Hugo Weaving, Charlie Adler, Robert Foxworth, Jess Harnell, Reno Wilson, Billy West, Tom Kenny, Tony Todd, Jim Wood (cast) |
| N O I E M B R I E | 5        | ‡        | 127 Hours                                                                                          | Fox Searchlight                          | Danny Boyle (regizor); James Franco, Amber Tamblyn, Kate Mara, Lizzy Caplan |
| N O I E M B R I E | 5        | L        | Four Lions                                                                                         | Drafthouse Films                         | Chris Morris (regizor); Riz Ahmed, Kayvan Novak, Nigel Lindsay, Benedict Cumberbatch |
| N O I E M B R I E | 5        | L        | Guy and Madeline on a Park Bench                                                                   | Variance Films                           | Damien Chazelle (regizor) |
| N O I E M B R I E | 10       | W        | Morning Glory                                                                                      | Paramount / Bad Robot                    | Roger Michell (regizor); Harrison Ford, Rachel McAdams, Diane Keaton, Jeff Goldblum, Patrick Wilson |
| N O I E M B R I E | 12       | W        | Skyline                                                                                            | Universal Pictures                       | Greg Strause, Colin Strause (regizor); Joshua Cordes, Liam O'Donnell (scenariu); Brittany Daniel, Eric Balfour, Donald Faison |
| N O I E M B R I E | 12       | W        | Unstoppable                                                                                        | 20th Century Fox                         | Tony Scott (regizor); Denzel Washington, Chris Pine, Kevin Chapman, Rosario Dawson |
| N O I E M B R I E | 19       | W        | Harry Potter and the Deathly Hallows: Part 1                                                       | Warner Bros. / Heyday Films              | David Yates (regizor); Steve Kloves (scenariu); Daniel Radcliffe, Rupert Grint, Emma Watson, Helena Bonham Carter, Robbie Coltrane, Warwick Davis, Tom Felton, Ralph Fiennes, Michael Gambon, Brendan Gleeson, Richard Griffiths, John Hurt, Rhys Ifans, Jason Isaacs, Helen McCrory, Bill Nighy, Alan Rickman, Fiona Shaw, Timothy Spall, Imelda Staunton, David Thewlis, Julie Walters, Bonnie Wright, Evanna Lynch, Simon McBurney                                                       |
| N O I E M B R I E | 19       | W        | The Next Three Days                                                                                | Lionsgate                                | Paul Haggis (regizor/scenariu); Russell Crowe, Elizabeth Banks, Liam Neeson |
| N O I E M B R I E | 19       | L        | Made in Dagenham                                                                                   | Sony Picture Classics                    | Nigel Cole (regizor); Sally Hawkins, Miranda Richardson, Geraldine James, Rosamund Pike, Jaime Winstone, Bob Hoskins, Roger Lloyd-Pack |
| N O I E M B R I E | 24       | W        | Burlesque                                                                                          | Screen Gems                              | Steven Antin (regizor); Christina Aguilera, Cher, Cam Gigandet, Alan Cumming, Stanley Tucci, Kristen Bell, Julianne Hough, Peter Gallagher, Eric Dane, Chelsea Traille, Tanee McCall |
| N O I E M B R I E | 24       | W        | Faster                                                                                             | CBS Films / TriStar Pictures             | George Tillman, Jr. (regizor); Dwayne Johnson, Moon Bloodgood, Billy Bob Thornton, Carla Gugino |
| N O I E M B R I E | 24       | W        | Love & Other Drugs                                                                                 | 20th Century Fox                         | Edward Zwick (regizor); Charles Randolph (scenariu); Jake Gyllenhaal, Anne Hathaway, Judy Greer, Gabriel Macht, Oliver Platt, Hank Azaria, Jill Clayburgh, George Segal, Katheryn Winnick, Josh Gad, Jaimie Alexander, Nikki DeLoach |
| N O I E M B R I E | 24       | W        | Tangled                                                                                            | Walt Disney Pictures / Disney Animation  | Nathan Greno (regizor), Byron Howard; Mark Kennedy, Dean Wellins (scenariu); Mandy Moore, Zachary Levi, Donna Murphy, Brad Garrett, Ron Perlman, M. C. Gainey, Jeffrey Tambor, Paul F. Tompkins |
| N O I E M B R I E | 24       | L        | Break Ke Baad                                                                                      | Reliance Big Pictures                    | Danish Aslam (regizor); Renuka Kunzru (scenariu); Deepika Padukone, Imran Khan, Sharmila Tagore |
| N O I E M B R I E | 24       | L        | The Nutcracker                                                                                     | Freestyle Releasing                      | Andrei Konchalovsky (regizor/scenariu); Elle Fanning, Nathan Lane, John Turturro |
| N O I E M B R I E | 26       | ‡        | The King's Speech (R)                                                                              | The Weinstein Company                    | Tom Hooper (regizor); David Seidler (scenariu); Colin Firth, Geoffrey Rush, Helena Bonham Carter, Guy Pearce, Derek Jacobi, Timothy Spall, Michael Gambon, Jennifer Ehle, Anthony Andrews, Claire Bloom |
| D E C E M B R I E | 3        | W        | Black Swan                                                                                         | Fox Searchlight Pictures                 | Darren Aronofsky (regizor); Natalie Portman, Mila Kunis, Vincent Cassel, Barbara Hershey, Winona Ryder |
| D E C E M B R I E | 3        | W        | I Love You Phillip Morris                                                                          | Roadside Attractions                     | Glenn Ficarra John Requa (regizori); Jim Carrey, Ewan McGregor, Leslie Mann, Rodrigo Santoro |
| D E C E M B R I E | 3        | W        | The Warrior's Way                                                                                  | Rogue Pictures                           | Sngmoo Lee (regizor/scenariu); Kate Bosworth, Geoffrey Rush, Danny Huston |
| D E C E M B R I E | 3        | L        | Night Catches Us                                                                                   | Magnolia Pictures                        | Tanya Hamilton (regizor/scenariu); Kerry Washington, Anthony Mackie, Novella Nelson, Thomas Roy |
| D E C E M B R I E | 10       | W        | The Chronicles of Narnia: The Voyage of the Dawn Treader                                           | 20th Century Fox                         | Michael Apted (regizor); Ben Barnes, Skandar Keynes, Georgie Henley, Will Poulter, Liam Neeson, William Mosely, Anna Popplewell, Tilda Swinton, Simon Pegg |
| D E C E M B R I E | 10       | W        | The Tourist                                                                                        | Columbia Pictures                        | Florian Henckel von Donnersmarck (regizor/scenariu); Julian Fellowes, Christopher McQuarrie, Jeffrey Nachmanoff (scenariu); Johnny Depp, Angelina Jolie, Timothy Dalton, Paul Bettany, Steven Berkoff, Rufus Sewell, Christian De Sica |
| D E C E M B R I E | 10       | L        | Frankie and Alice                                                                                  | Freestyle Releasing                      | Geoffrey Sax (regizor); Halle Berry, Stellan Skarsgård, Phylicia Rashad, Chandra Wilson |
| D E C E M B R I E | 10       | L        | The Tempest                                                                                        | Touchstone / Miramax                     | Julie Taymor (regizor); Helen Mirren, David Strathairn, Djimon Hounsou, Russell Brand, Felicity Jones, Alfred Molina |
| D E C E M B R I E | 17       | W        | How Do You Know                                                                                    | Columbia Pictures                        | James L. Brooks (regizor/scenariu); Reese Witherspoon, Paul Rudd, Owen Wilson, Jack Nicholson |
| D E C E M B R I E | 17       | W        | The Fighter                                                                                        | Paramount / The Weinstein Company        | David O. Russell (regizor); Paul Attanasio, Lewis Colick (scenariu); Mark Wahlberg, Christian Bale, Amy Adams, Melissa Leo, Jack McGee |
| D E C E M B R I E | 17       | W        | Tron Legacy                                                                                        | Walt Disney Pictures                     | Joseph Kosinski (regizor); Garrett Hedlund, Jeff Bridges, Olivia Wilde, Bruce Boxleitner, James Frain, Beau Garrett, Michael Sheen, Guy-Manuel de Homem-Christo, Thomas Bangalter |
| D E C E M B R I E | 17       | W        | Yogi Bear                                                                                          | Warner Bros. Pictures                    | Eric Brevig (regizor); Dan Aykroyd, Justin Timberlake, Tom Cavanagh, Anna Faris, T. J. Miller, Andrew Daly, Nate Corddry |
| D E C E M B R I E | 17       | L        | Casino Jack                                                                                        | ATO Pictures                             | George Hickenlooper (regizor); Kevin Spacey, Kelly Preston, Rachelle Lefevre, Barry Pepper, Jon Lovitz, Yannick Bisson, Eric Schweig, Maury Chaykin, Christian Campbell, Spencer Garrett |
| D E C E M B R I E | 17       | L        | Rabbit Hole                                                                                        | Lionsgate                                | John Cameron Mitchell (regizor); David Lindsay-Abaire (scenariu); Nicole Kidman, Aaron Eckhart, Dianne Wiest, Sandra Oh |
| D E C E M B R I E | 22       | W        | Little Fockers                                                                                     | Universal / Paramount                    | Paul Weitz (regizor); John Hamburg, Larry Stuckey (scenariu); Robert De Niro, Ben Stiller, Owen Wilson, Blythe Danner, Teri Polo, Jessica Alba, Laura Dern, Harvey Keitel, Dustin Hoffman, Barbra Streisand, John DiMaggio, Yul Vazquez, Kevin Hart, Sergio Calderón, Daisy Tahan, Olga Fonda, Thomas McCarthy, Colin Baiocchi |
| D E C E M B R I E | 22       | W        | True Grit                                                                                          | Paramount / Skydance Productions         | Joel Coen, Ethan Coen (regizori/scenariu); Jeff Bridges, Matt Damon, Josh Brolin, Hailee Steinfeld, Barry Pepper |
| D E C E M B R I E | 22       | L        | Somewhere                                                                                          | Focus Features                           | Sofia Coppola (regizor); Stephen Dorff, Elle Fanning, Benicio del Toro, Michelle Monaghan, Chris Pontius |
| D E C E M B R I E | 25       | W        | Gulliver's Travels                                                                                 | 20th Century Fox                         | Rob Letterman (regizor); Joe Stillman, Nicholas Stoller (scenariu); Jack Black, Emily Blunt, Jason Segel, Catherine Tate, James Corden, Amanda Peet, Chris O'Dowd, Billy Connolly |
| D E C E M B R I E | 25       | L        | The Illusionist                                                                                    | Sony Pictures Classics                   | Sylvain Chomet (regizor); Jacques Tati, Sylvain Chomet (scenariu) |
| D E C E M B R I E | 29       | L        | Another Year                                                                                       | Sony Pictures Classics                   | Mike Leigh (regizor/scenariu); Jim Broadbent, Imelda Staunton, Lesley Manville |
| D E C E M B R I E | 29       | L        | Blue Valentine                                                                                     | The Weinstein Company                    | Derek Cianfrance (regizor); Derek Cianfrance, Cami Delavigne, Joey Curtis (scenariu); Ryan Gosling, Michelle Williams, Mike Vogel |
| D E C E M B R I E | 29       | L        | Biutiful                                                                                           | Roadside Attractions                     | Alejandro González Iñárritu (regizor/scenariu); Javier Bardem |

### Listă de filme din 2010
- Filme americane
- Filme argentiniene
- Filme australiene
- Filme produse la Bollywood
- Filme braziliene
- Filme britanice
- Filme canadiene
- Filme egiptene
- Filme franțuzești
- Filme din Hong Kong
- Filme italiene
- Filme japoneze
- Filme libaneze
- Filme mexicane
- Filme pakistaneze
- Filme românești
- Filme rusești
- Filme suedeze
- Filme sud-coreene
- Filme spaniole